# T.J. Brown
Trenton Joseph Brown (Pine Bluff, Arkansas; 22 de mayo de 1990) es un artista marcial mixto estadounidense que compite en la división de peso pluma de Ultimate Fighting Championship.

## Carrera en artes marciales mixtas

### Inicios
Hizo su debut en MMA en 2013 en Cage Combat Championships 5, donde perdió el combate después de no responder a la campana al inicio del segundo asalto. Luego compiló un récord de 13-6 a través de varias promociones regionales de MMA, más notablemente perdiendo contra Bobby Moffett por decisión dividida en RFA 44: Moisés vs Freeman y Cody Carrillo por KO en el primer asalto en C3 Fights: Border Wars.

### Dana White's Tuesday Night Contender Series
Después de conseguir tres victorias consecutivas en la escena regional, fue invitado al Dana White's Contender Series y se enfrentó a Dylan Lockard en el Dana White's Contender Series 26 el 27 de agosto de 2019. Ganó el combate por sumisión en el tercer asalto, ganando un contrato de UFC en el proceso.

### Ultimate Fighting Championship
Debutó en la UFC contra Jordan Griffin el 29 de febrero de 2020 en UFC Fight Night: Benavidez vs. Figueiredo. Perdió el combate por sumisión en el segundo asalto.
Se enfrentó a Danny Chavez el 15 de agosto de 2020 en UFC 252. Perdió el combate por decisión unánime.
Se enfrentó a Kai Kamaka III el 1 de mayo de 2021 en UFC on ESPN: Reyes vs. Procházka. Ganó el combate por decisión dividida. 15 de los 15 miembros de los medios de comunicación puntuaron el combate a favor de Kamaka.
Se esperaba que se enfrentara a Gabriel Benítez el 15 de enero de 2022 en UFC on ESPN: Kattar vs. Chikadze. Tres días antes del evento, Benítez se vio obligado a retirarse y Charles Rosa le sustituyó, convirtiéndose ahora el combate en uno de peso ligero. Ganó el combate por decisión unánime.
Se enfrentó a Shayilan Nuerdanbieke el 25 de junio de 2022 en UFC on ESPN: Tsarukyan vs. Gamrot. Perdió el combate por decisión unánime.

## Vida personal
Es padre soltero de un hijo llamado Kyler.

## Récord en artes marciales mixtas
| Récord profesional | Récord profesional | Récord profesional |
| 30 peleas          | 19 victorias       | 11 derrotas        |
| ------------------ | ------------------ | ------------------ |
| Nocaut             | 4                  | 3                  |
| Sumisión           | 12                 | 5                  |
| Decisión           | 3                  | 3                  |

| Resultado | Récord | Oponente              | Método                                             | Evento                                    | Fecha                    | Ronda | Tiempo | Localización             | Notas                                                              |
| --------- | ------ | --------------------- | -------------------------------------------------- | ----------------------------------------- | ------------------------ | ----- | ------ | ------------------------ | ------------------------------------------------------------------ |
| Derrota   | 16-9   | Shayilan Nuerdanbieke | Decisión (unánime)                                 | UFC on ESPN: Tsarukyan vs. Gamrot         | 25 de junio de 2022      | 3     | 5:00   | Las Vegas, Nevada        |                                                                    |
| Victoria  | 16-8   | Charles Rosa          | Decisión (unánime)                                 | UFC on ESPN: Kattar vs. Chikadze          | 15 de enero de 2022      | 3     | 5:00   | Las Vegas, Nevada        | Combate de peso ligero.                                            |
| Victoria  | 15-8   | Kai Kamaka III        | Decisión (dividida)                                | UFC on ESPN: Reyes vs. Procházka          | 1 de mayo de 2021        | 3     | 5:00   | Las Vegas, Nevada        |                                                                    |
| Derrota   | 14-8   | Danny Chavez          | Decisión (unánime)                                 | UFC 252                                   | 15 de agosto de 2020     | 3     | 5:00   | Las Vegas, Nevada        | Combate de peso acordado (146.5 libras); Brown no alcanzó el peso. |
| Derrota   | 14-7   | Jordan Griffin        | Sumisión técnica (estrangulamiento por guillotina) | UFC Fight Night: Benavidez vs. Figueiredo | 29 de febrero de 2020    | 2     | 3:38   | Norfolk, Virginia        |                                                                    |
| Victoria  | 14-6   | Dylan Lockard         | Sumisión (estrangulamiento del brazo)              | Dana White's Contender Series 26          | 27 de agosto de 2019     | 3     | 2:59   | Las Vegas, Nevada        |                                                                    |
| Victoria  | 13-6   | Ken Beverly           | KO (patada en la cabeza)                           | LFA 67                                    | 24 de mayo de 2019       | 1     | 1:45   | Branson, Misuri          | Combate de peso acordado (147 libras).                             |
| Victoria  | 12-6   | CJay Hunter           | Sumisión (estrangulamiento del brazo)              | Pyramid Fights 11                         | 13 de abril de 2019      | 1     | 4:50   | Little Rock, Arkansas    |                                                                    |
| Victoria  | 11-6   | Edwin Williams        | KO (patada en la cabeza)                           | GCF 8                                     | 9 de marzo de 2019       | 1     | 0:40   | Oklahoma City, Oklahoma  |                                                                    |
| Derrota   | 10-6   | Cody Carrillo         | KO                                                 | C3 Fights: Border Wars                    | 10 de febrero de 2018    | 1     | 2:28   | Newkirk, Oklahoma        | Combate de peso ligero.                                            |
| Victoria  | 10-5   | Peter Barrett         | Sumisión (estrangulamiento del brazo)              | Cage Titans 36                            | 4 de noviembre de 2017   | 3     | 0:35   | Plymouth, Massachusetts  |                                                                    |
| Derrota   | 9-5    | Trey Ogden            | Sumisión (estrangulamiento por detrás)             | LFA 21                                    | 1 de septiembre de 2017  | 1     | 2:27   | Branson, Misuri          | Combate de peso ligero.                                            |
| Victoria  | 9-4    | Kevin Henry           | KO (puñetazos)                                     | 360 Fight Club 2                          | 15 de abril de 2017      | 1     | 0:08   | Little Rock, Arkansas    |                                                                    |
| Victoria  | 8-4    | Tyler Smith           | Sumisión (estrangulamiento por detrás)             | 360 Fight Club 1                          | 18 de febrero de 2017    | 1     | 2:54   | Little Rock, Arkansas    | Combate de peso ligero.                                            |
| Derrota   | 7-4    | Bobby Moffett         | Decisión (dividida)                                | RFA 46                                    | 9 de diciembre de 2016   | 3     | 5:00   | Branson, Misuri          | Combate de peso acordado (148.5 libras); Brown no alcanzó el peso. |
| Derrota   | 7-3    | Joey Miolla           | Sumisión (estrangulamiento por detrás)             | RFA 44                                    | 30 de septiembre de 2016 | 2     | 4:32   | St. Charles, Misuri      | Regreso al peso pluma.                                             |
| Victoria  | 7-2    | Rodney Allison        | Sumisión (estrangulamiento por detrás)             | XFI 17                                    | 25 de junio de 2016      | 1     | 4:50   | Fort Smith, Arkansas     |                                                                    |
| Victoria  | 6-2    | Tyrone Paige          | Decisión (unánime)                                 | Off The Chain MMA 11                      | 2 de abril de 2016       | 3     | 5:00   | Bryant, Arkansas         |                                                                    |
| Victoria  | 5-2    | Francisco Olivera     | Sumisión (estrangulamiento del brazo)              | RMMA 35                                   | 16 de octubre de 2015    | 3     | 3:29   | Nueva Orleans, Luisiana  |                                                                    |
| Victoria  | 4-2    | Tyrone Paige          | Sumisión (estrangulamiento del brazo)              | Off The Chain MMA 9                       | 22 de agosto de 2015     | 1     | 2:28   | Hot Springs, Arkansas    |                                                                    |
| Derrota   | 3-2    | Bobby Taylor          | TKO (puñetazos)                                    | RFA vs. Legacy FC 1                       | 8 de mayo de 2015        | 1     | 1:55   | Tunica Resorts, Misisipi | Combate de peso acordado (150 libras).                             |
| Victoria  | 3-1    | Deartie Tucker III    | TKO                                                | Off The Chain MMA 7                       | 6 de febrero de 2015     | 1     | 0:28   | Little Rock, Arkansas    | Combate de peso acordado (150 libras).                             |
| Victoria  | 2-1    | Latral Perdue         | Sumisión (estrangulamiento por detrás)             | V3 Fights: Johnson vs. Kennedy            | 24 de enero de 2015      | 1     | 0:33   | Memphis, Tennessee       |                                                                    |
| Victoria  | 1-1    | Adrian Walker         | Sumisión (estrangulamiento del brazo)              | Off The Chain MMA 6                       | 11 de octubre de 2014    | 2     | 2:29   | Little Rock, Arkansas    |                                                                    |
| Derrota   | 0-1    | Shelby Graham         | TKO (no respondió a la campana del segundo asalto) | Cage Combat Championships 5               | 9 de noviembre de 2013   | 1     | 5:00   | Paragould, Arkansas      | Debut en el peso pluma.                                            |